# وادی عبادله (فجیره)
وادی عبادله (در عربی:  وادی الَعبَادلة ) روستایی کوهستانی کوچکی در پایهٔ کوه (العبادل) یا (کوه العبدول)، در کنارهٔ دره (العبادلة) از ناحیهٔ شمال، از توابع شهر دبا الفجیره در امارت فجیره از امارات هفتگانه دولت امارات متحده عربی و در شبه جزیره عربستان واقع شده‌است.

## جمعیت
جمعیت آن ۸۳ نفر (۹ خانوار) می‌باشند که از اهل سنت و مالکی مذهب هستند.
بیشتر مردم این روستای کوهستانی دامدار هستند.